# El Pla de Manlleu
El Pla de Manlleu és un poble del municipi d'Aiguamúrcia, a l'Alt Camp. Està situat a l'extrem oriental del terme, a la riba dreta de la riera de Marmellar, afluent del riu de Foix, i al nord-est de la serra del Montmell.
L'any 2007 tenia 146 habitants (62 al poble mateix i 84 de disseminats pel terme). Està comunicat per carreteres locals amb Santes Creus (a través de les Pobles), Vila-rodona (a través d'Aiguaviva) i Sant Jaume dels Domenys.
És de formació relativament recent, tot i que està voltat de diverses masies la majoria de les quals conserven restes medievals. En una d'aquestes masies hi ha un celler per a l'elaboració de vins i caves i d'altres estan dedicades al turisme rural.
Al sud-oest del poble, enmig del bosc, es troba la capella romànica de Sant Miquel, del segle xiii.
En part, el Pla de Manlleu es va formar amb famílies procedents del nucli, ara abandonat, de Selma, proper al poble. Selma va ser el cap d'una comanda templera i, més tard, arran de la dissolució de l'orde, hospitalera. En aquest llogaret s'hi poden trobar les ruïnes de l'antic castell i les de l'església gòtica de Sant Cristòfol.